# Artère lacrymale
L'artère lacrymale est une artère systémique paire de la tête. Elle vascularise la glande lacrymale et contribue à la vascularisation des paupières.

## Origine
L'artère lacrymale est une des principales branches de l'artère ophtalmique. Elle nait peu après l'entrée de cette dernière  dans l'orbite prés du canal optique et au niveau la face externe du nerf optique.

## Trajet
Dès son origine, l'artère lacrymale se porte en dehors, accompagnée par le nerf lacrymal. Elle s'applique à la paroi externe de l'orbite et suit le bord supérieur du muscle droit latéral de l’œil jusqu'à la glande lacrymale, qu'elle traverse en lui donnant de nombreux rameaux. Au sortir de la glande, elle est très réduite de volume et envoie ses branches terminales dans les paupières les artères palpébrales latérales supérieure et inférieure. 
La veine lacrymale accompagne l'artère qui est parfois très flexueuse située en dedans de l'artère, elle en partage la distribution, sans que les deux réseaux soient calqués l'un sur l'autre.

## Zone de vascularisation
L'artère lacrymale donne de nombreux rameaux de vascularisation destinés à la glande lacrymale. Elle fournit de nombreuses branches musculaires destinées au muscle droit supérieur, droit latéral et releveur de la paupière supérieure.
De façon inconstante, le rameau méningé récurent de l'artère ophtalmique peut naître de l'artère lacrymale à l'intérieur de l'orbite. Celui-ci chemine en sens inverse pour traverser la partie latérale de la fissure orbitaire supérieure pour aller vasculariser la dure-mère de la fosse crânienne moyenne. Ce rameau permet une anastomose entre les territoires carotidiens interne et externe.